# Moisei Ostrogorski
Moisei Ostrogorski (rus: Моисе́й Я́ковлевич Острого́рский; belarús: Майсе́й Я́каўлевiч Aстрaго́рскi; Grodno, Imperi rus, 1854 – Petrograd, URSS, 10 de febrer de 1921) fou un politòleg, jurista i sociòleg rus. Juntament amb Max Weber i Robert Michels, és considerat un dels pares de la ciència política moderna, especialment per l'estudi dels partits polítics.

## Obres
- La democratie et l'organisation des partis politiques (en francès), 1903. «La democràcia i els partits polítics», traduït al català per Jordi Galí i Herrera.[1]